# Aviatik (Flugzeughersteller)
Die Automobil- und Aviatik A. G. in Mülhausen im Elsass, kurz Aviatik, war vor und während des Ersten Weltkriegs ein deutscher Hersteller von Fahr- und Flugzeugen.

## Geschichte

Aviatik-Eindecker 1911

Das Unternehmen wurde am 10. Dezember 1909 als Aviatik GmbH von Julius Spengler, Georges Châtel, Henri Jeannin und Ludwig Holzach mit einem Kapital von 30.000 Mark in Mülhausen im Elsass gegründet. Nach einem erfolglosen und flugunfähigen Eigenbau begann Aviatik mit der Lizenzproduktion von Flugzeugen der französischen Hersteller Farman und Hanriot. 
Emile Jeannin, dessen Bruder Henri das Unternehmen mitbegründete und Motoren für die Flugzeuge lieferte, wurde der erste Pilot und Fluglehrer bei Aviatik. Zu den später recht bekannten Flugschülern bei Aviatik gehörten Gustav Otto, Thaddäus Robl, Ernst Schlegel und Bruno Büchner.
Auf dem Flugplatz Johannisthal eröffnete Aviatik Mitte 1911 eine Niederlassung. Zum Ende des Jahres 1911 wurde die Aviatik GmbH in eine Aktien-Gesellschaft mit 1 Million Mark Aktienkapital umgewandelt. Kurz darauf verließen die Brüder Jeannin das Unternehmen. In Gotha betrieb Aviatik seit Mitte 1912 die Herzog Carl Eduard Herren-Fliegerschule. 
Eigene Flugzeugkonstruktionen entstanden bei Aviatik ab 1913, ein Jahr später gründete das Unternehmen in Österreich-Ungarn die Tochtergesellschaft Österreichische Aviatik. 
Während des Ersten Weltkrieges wurde die Flugzeugproduktion zunächst nach Freiburg im Breisgau und ab 1916 nach Leipzig-Heiterblick verlegt, ein Zweigwerk entstand auch auf dem Flughafen Leipzig-Mockau. Das Unternehmen entwickelte sich während des Krieges zu einem der größten deutschen Flugzeughersteller. Aufgrund der Bestimmungen des Versailler Friedensvertrags musste Aviatik ab 1920 den Flugzeugbau einstellen. Die Auflösung der Aktiengesellschaft Leipzig-Heiterblick erfolgte am 22. Dezember 1921.

## Entwicklungen

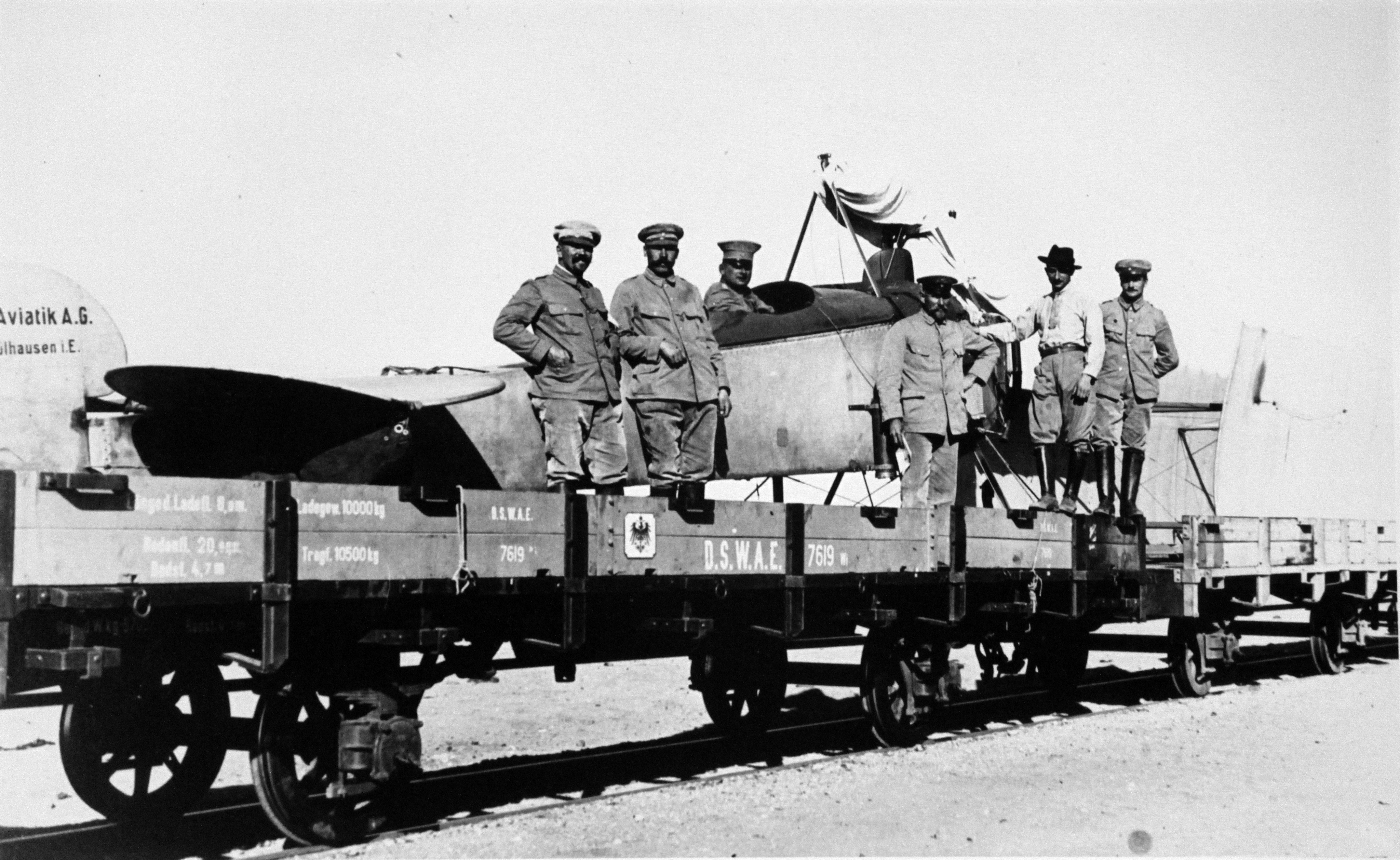
Aviatik-Doppeldecker auf einem Eisenbahnwaggon in Deutsch-Südwestafrika, um 1914 (Firmenangaben auf dem Seitenleitwerk links)

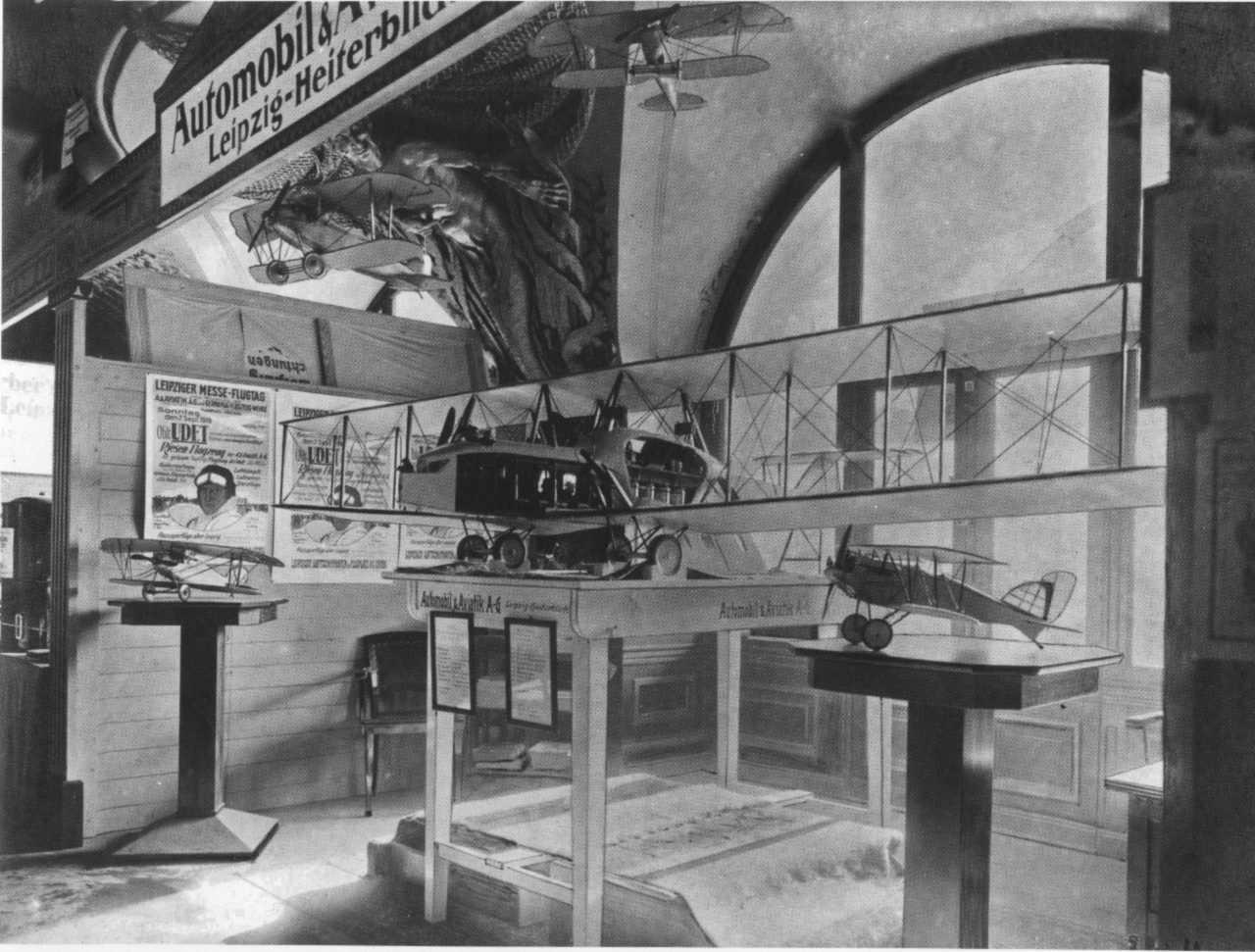
Messestand von Aviatik zur Leipziger Herbstmesse 1919

### Unbewaffnete Aufklärer/Schulflugzeuge
Aviatik B-Typen
- 1914: Aviatik B.I (P.15B)
- 1914: Aviatik B.II (P.15A)

### Aufklärer
Aviatik C-Typen
- 1915: Aviatik C.I (P.25)
- 1915: Aviatik C.II
- 1915: Aviatik C.III
- 1916: Aviatik C.V
- 1916: Aviatik C.VI – in Lizenz hergestellte DFW C.V
- 1917: Aviatik C.VIII
- 1918: Aviatik C.IX

### Jagdflugzeuge
Aviatik D-Typen
- 1916: Aviatik D.II
- 1917: Aviatik D.III
- 1918: Aviatik D.VI
- 1918: Aviatik D.VII